# 16. arrondissement i Paris
16. arrondissement i Paris er et af Paris' 20 arrondissementer og er placeret på højre Seinebred. Det kaldes også arrondissement de Passy.

## Geografi

### Bykvarterer
Arrondissementet er delt i fire bykvarterer:
- Auteuil
- Muette
- Porte-Dauphine
- Chaillot

## Demografi

### Befolkningsudvikling
| År   | Befolkning |
| ---- | ---------- |
| 1954 | 213.740    |
| 1962 | 228.587    |
| 1968 | 214.203    |
| 1975 | 193.745    |
| 1982 | 178.696    |
| 1990 | 169.983    |
| 1999 | 161.817    |